# Antònia Ferreras Bertran
Antònia Ferreras Bertran (Lérida, 13 de junio de 1873 – Barcelona o Lérida, 21 de noviembre de 1953) fue una pintora e ilustradora catalana. Conocida por sus pinturas de flores, destacó por el tratamiento del color, de una gran sensibilidad y profundidad.

## Biografía
Formada en la Escuela Superior de Bellas artes de Barcelona, fue una pintora de flores. Pintó con diferentes técnicas como el óleo o la acuarela, y experimentó con todo tipo de formatos, a veces apaisados. También pintó sobre raso. Aprovechó su formación y fue más allá: se profesionalizó y compatibilizó su carrera artística con la vida familiar y una intensa y comprometida actividad social.
Paralelamente, participó en la Exposición Hispano-Francesa de 1895, en la que fue galardonada con la medalla de plata, en la Exposición de Artes e Industrias de México en 1896 y en la Exposición Nacional de Bellas Artes de 1897.
Durante las primeras décadas del siglo XX y hasta los inicios de la Guerra Civil, fue bastante activa a nivel expositivo. Presentó varias exposiciones individuales, como la de 1910 en el Faianç Català, y participó en exposiciones colectivas. Así, en 1911 mostró una acuarela titulada Delicias en la VI Exposición Internacional de Arte de Barcelona, en 1912 participó en la Exposició d'Artistes Lleidatans, y en 1918 y 1919 tomó parte en la Exposición de Arte de Barcelona. En la edición de 1918 presentó una obra titulada Abril y en la de 1919 la obra Flors. En 1920 exponía individualmente en las Galerías Layetanas y en 1924 en el Salón Nancy de Madrid, donde el Museo de Arte Moderno, la familia real y numerosos coleccionistas adquirieron sus tablas. En 1926 participó en la exposición celebrada en Sala Parés, en 1929 en la Exposición Internacional de Arte de Barcelona  y en 1930 de nuevo en Sala Parés, junto con los artistas Eveli Palá y Vicenç Solé Jorba. En 1934 hizo otra exposición individual en la Federación Industrial y Mercantil de Valencia.
Como dibujante colaboró en revistas barcelonesas y también elaboró postales papa la empresa vienesa Nodomanski. Aparte de su carrera artística, ejerció el cargo de presidenta de la asociación benéfica Amparo maternal (1930) y de la escuela de la asistencia social para la mujer.
Se conserva obra de Ferreras en el Museo de Arte Jaime Morera (Lérida), en el Museo Nacional de Arte de Cataluña, en la Biblioteca Museo Víctor Balaguer (Villanueva y Geltrú) y en el Museo del Prado (depositada en el museo municipal de Málaga).

## Obras destacadas
- 1899 - Crisantems (óleo sobre tela), conservada en la Biblioteca Museo Víctor Balaguer.[11]
- 1924 - Claveles rojos (óleo sobre tela), conservada en el Museo del Prado.[12]
- c. 1926 - Cistell de flors (óleo sobre tela), conservada en el Museo de Arte Jaime Morera.
- 1935 - Flors (óleo sobre tela), conservada en el Museo de Arte Jaume Morera.